# كهف غيليسبي
يقع كهف غيليسبي شرق ناشفيل في أنطاكية، تينيسي، الولايات المتحدة. في أغسطس 2007، لم يعد من الممكن الوصول للكهف نتيجة أعمال إنشائي بالقرب منه، حيث تغطى كلا المدخلين بمخلفات البناء.